# Sevastopolskaja (stanice metra v Moskvě)
Sevastopolskaja (rusky Севастопольская) je stanice moskevského metra.

## Charakter stanice
Sevastopolskaja se nachází v jižní části Serpuchovsko-Timirjazevské linky, je to přestupní, mělce založená (13 m hluboko) pilířová hloubená stanice. Nástupiště podpírají dvě řady celkem 26 osmibokých sloupů, obložené bílým mramorem stejně jako stěny za nástupištěm (na nich jsou kromě toho malé mozaiky s tematikou moře). Výstup na povrch má stanice jeden, vede do mělce založeného podpovrchového vestibulu pod ulici Azovskaja. Z nástupiště vychází ještě jedno schodiště do přestupní chodby, vedoucí do stanice Kachovskaja na stejnojmenné lince.
Stanice byla otevřena 8. listopadu 1983 jako součást úseku Serpuchovskaja–Južnaja. Denně tudy projde okolo 9 až 10 tisíc lidí, v porovnání s ostatními stanicemi se jedná o velmi málo.